# 칸 (도시)
칸(프랑스어: Cannes, /kan/)은 프랑스 남부 프로방스알프코트다쥐르 알프마리팀주에 있는 도시이다. 인구 67,304(1999). 니스 남쪽 지중해 연안에 위치하는 유명한 휴양 도시이다. 매년 5월에는 유명한 국제 영화제인 칸 영화제가 열린다.

## 개요
지중해에 접한 코트다쥐르( Côte d' Azur )에서 니스에 이어지는 휴양지이다. 니스 남서쪽으로 약 30 km 떨어진 곳에 위치하고 있다. 중세부터 19세기에 말까지, 농업, 수산업을 중심으로 하는 마을이었지만, 1834년, 영국의 한 단체가 이탈리아에 머문 것을 계기로 국내 외의 귀족이 이곳에 별장 건물을 세우면서 점차 고급 리조트로 발전하였다. 주변 10km의 앙티브(Antibes)는 피카소가 살았던 《그리말디 성》(Chateau Grimadi)이 현재 《피카소 박물관》(Picasso Museum)으로 사용되고 있다.
매년 5월에는 《칸 영화제》의 개최지로서 세계적으로 널리 알려져 있다. 섬을 따라 이어지는 《크루아제트 거리》(Bd. de la Croisette)는 세계에서 모인 유명 인사와 영화 배우가 숙박하는 최고급 호텔을 비롯해, 고급 레스토랑, 부티크 등이 가득하다. 거리의 서쪽 끝에 있는 건물 《팔레 드 페스티벌》(Palais des Festivals)은 영화제뿐만 아니라 연중 다양한 이벤트가 열리는 장소이다. 6월 하순에는 《칸 국제 광고 페스티벌》도 개최된다. 또 1월에는 MIDEM(국제 음악 산업 전시회)가 개최된다.

## 스포츠
지네딘 지단을 배출한 AS 칸과 여자배구 유럽 최고의 명문 클럽인 RC 칸의 본거지이다.

## 교통
- 칸 역은 프랑스 남동부 도시 칸에 있는 SNCF 기차역이다. 1863년 4월 10일 영업을 시작했다. 1870년 그라스의 노선이 개통. 좁은 역사를 1962년 대형화하였고, 1975년에 재건축을 실시하여 현재에 이른다.
- 니스 코트다쥐르 공항(Nice Côte d'Azur Airport)은 니스에서 5.9 km 남서쪽에 위치한다.

## 인구
| 연도 | 인구   | ±% p.a. |
| ---- | ------ | ------- |
| 1793 | 2,626  | —       |
| 1800 | 2,896  | +1.41%  |
| 1806 | 2,804  | −0.54%  |
| 1821 | 3,982  | +2.37%  |
| 1831 | 3,994  | +0.03%  |
| 1836 | 3,997  | +0.02%  |
| 1841 | 3,381  | −3.29%  |
| 1846 | 4,720  | +6.90%  |
| 1851 | 5,557  | +3.32%  |
| 1856 | 5,860  | +1.07%  |
| 1861 | 7,557  | +5.22%  |
| 1866 | 9,618  | +4.94%  |
| 1872 | 10,144 | +0.89%  |
| 1876 | 14,022 | +8.43%  |
| 1881 | 19,385 | +6.69%  |
| 1886 | 19,959 | +0.59%  |
| 1891 | 19,983 | +0.02%  |
| 1896 | 22,959 | +2.82%  |

| 연도 | 인구   | ±% p.a. |
| ---- | ------ | ------- |
| 1901 | 30,420 | +5.79%  |
| 1906 | 29,365 | −0.70%  |
| 1911 | 29,656 | +0.20%  |
| 1921 | 30,907 | +0.41%  |
| 1926 | 42,427 | +6.54%  |
| 1931 | 47,259 | +2.18%  |
| 1936 | 49,032 | +0.74%  |
| 1946 | 45,548 | −0.73%  |
| 1954 | 50,192 | +1.22%  |
| 1962 | 58,079 | +1.84%  |
| 1968 | 67,152 | +2.45%  |
| 1975 | 70,527 | +0.70%  |
| 1982 | 72,259 | +0.35%  |
| 1990 | 68,676 | −0.63%  |
| 1999 | 67,304 | −0.22%  |
| 2007 | 70,829 | +0.64%  |
| 2012 | 73,603 | +0.77%  |
| 2017 | 73,868 | +0.07%  |

|  | 기술적 문제로 인해 그래프를 일시적으로 사용할 수 없습니다. 파브리케이터와 미디어위키 위키에 더 자세한 정보가 있습니다. |

## 기후
| 칸의 기후                                                    | 칸의 기후    | 칸의 기후   | 칸의 기후   | 칸의 기후   | 칸의 기후   | 칸의 기후   | 칸의 기후    | 칸의 기후    | 칸의 기후   | 칸의 기후    | 칸의 기후    | 칸의 기후    | 칸의 기후    |
| 월                                                           | 1월          | 2월         | 3월         | 4월         | 5월         | 6월         | 7월          | 8월          | 9월         | 10월         | 11월         | 12월         | 연간         |
| ------------------------------------------------------------ | ------------ | ----------- | ----------- | ----------- | ----------- | ----------- | ------------ | ------------ | ----------- | ------------ | ------------ | ------------ | ------------ |
| 역대 최고 기온 °C (°F)                                       | 22.9 (73.2)  | 26.0 (78.8) | 27.9 (82.2) | 27.6 (81.7) | 31.7 (89.1) | 37.3 (99.1) | 39.2 (102.6) | 38.3 (100.9) | 35.0 (95.0) | 31.4 (88.5)  | 25.8 (78.4)  | 23.8 (74.8)  | 39.2 (102.6) |
| 일평균 최고 기온 °C (°F)                                     | 13.6 (56.5)  | 13.9 (57.0) | 16.0 (60.8) | 18.2 (64.8) | 21.9 (71.4) | 25.5 (77.9) | 28.2 (82.8)  | 28.6 (83.5)  | 25.3 (77.5) | 21.3 (70.3)  | 17.1 (62.8)  | 14.3 (57.7)  | 20.3 (68.6)  |
| 일일 평균 기온 °C (°F)                                       | 8.6 (47.5)   | 8.8 (47.8)  | 11.0 (51.8) | 13.5 (56.3) | 17.2 (63.0) | 20.9 (69.6) | 23.5 (74.3)  | 23.7 (74.7)  | 20.3 (68.5) | 16.7 (62.1)  | 12.5 (54.5)  | 9.4 (48.9)   | 15.5 (59.9)  |
| 일평균 최저 기온 °C (°F)                                     | 3.7 (38.7)   | 3.7 (38.7)  | 6.0 (42.8)  | 8.7 (47.7)  | 12.6 (54.7) | 16.3 (61.3) | 18.7 (65.7)  | 18.8 (65.8)  | 15.4 (59.7) | 12.1 (53.8)  | 7.9 (46.2)   | 4.6 (40.3)   | 10.7 (51.3)  |
| 역대 최저 기온 °C (°F)                                       | −12.0 (10.4) | −9.2 (15.4) | −9.9 (14.2) | −0.5 (31.1) | 2.3 (36.1)  | 7.4 (45.3)  | 8.8 (47.8)   | 10.5 (50.9)  | 5.3 (41.5)  | 0.9 (33.6)   | −3.4 (25.9)  | −5.6 (21.9)  | −12.0 (10.4) |
| 평균 강수량 mm (인치)                                        | 82.5 (3.25)  | 57.0 (2.24) | 60.2 (2.37) | 78.2 (3.08) | 51.8 (2.04) | 32.5 (1.28) | 18.7 (0.74)  | 23.9 (0.94)  | 92.1 (3.63) | 134.3 (5.29) | 145.4 (5.72) | 104.6 (4.12) | 881.2 (34.7) |
| 평균 강수일수 (≥ 1.0 mm)                                     | 5.9          | 5.3         | 5.7         | 6.3         | 5.4         | 3.6         | 1.8          | 2.7          | 4.8         | 7.5          | 8.5          | 6.4          | 63.9         |
| 평균 상대 습도 (%)                                           | 72           | 70          | 70          | 70          | 73          | 74          | 72           | 72           | 74          | 75           | 74           | 72           | 72.3         |
| 평균 월간 일조시간                                           | 148.1        | 164.0       | 216.7       | 227.3       | 274.6       | 312.5       | 346.5        | 320.1        | 254.2       | 192.7        | 149.6        | 136.5        | 2,742.7      |
| 출처 1: Meteociel (평년값: 1991년~2020년, 극값: 1949년~현재) |              |             |             |             |             |             |              |              |             |              |              |              |              |
| 출처 2: Infoclimat.fr (상대습도: 1961년~1990년)              |              |             |             |             |             |             |              |              |             |              |              |              |              |

## 자매 도시
- 영국 켄싱턴, 첼시
- 일본 시즈오카
- 멕시코 아카풀코
- 미국 비버리 힐즈
- 모로코 케미세트
- 스페인 마드리드
- 쿠웨이트 쿠웨이트
- 캐나다 퀘벡

우호 도시
- 스위스 Gstaad, Saanen
- 캐나다 퀘벡
- 이탈리아 플로렌스
- 러시아 모스크바
- 프랑스령 폴리네시아 빠삐떼

## 갤러리

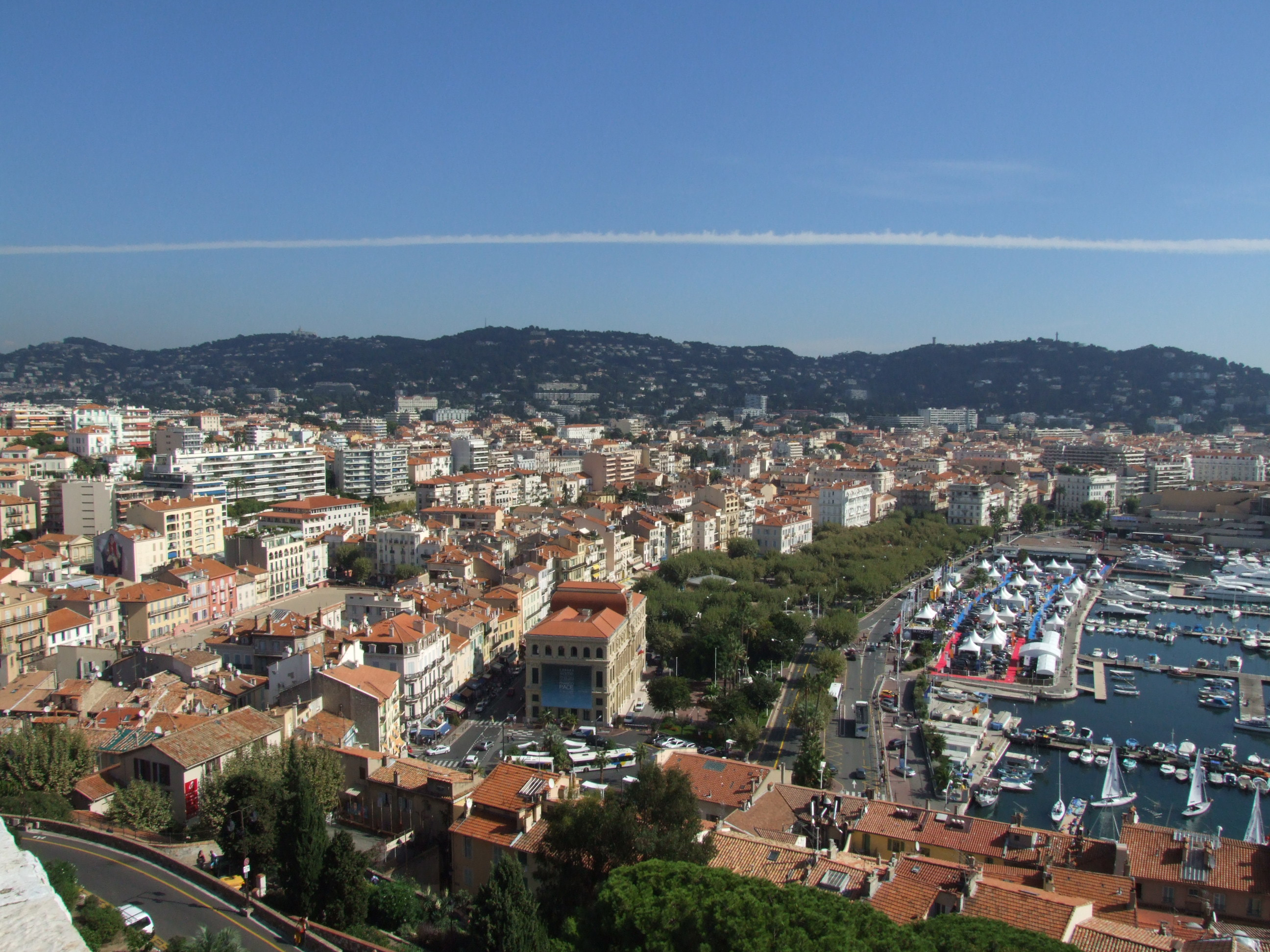
The aerial 칸의 정경
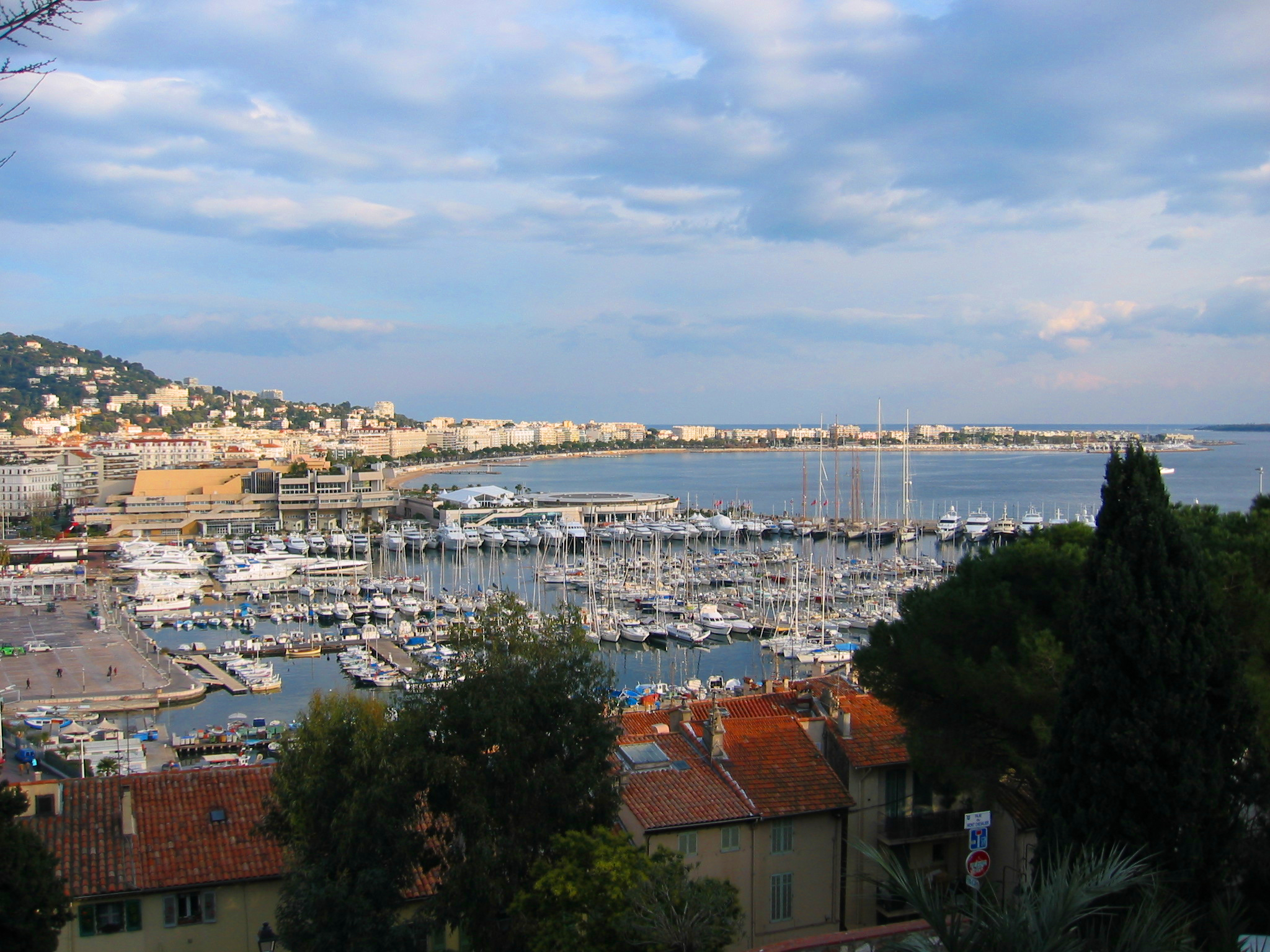
라 카스트레에서 본 칸의 파노라마

## 같이 보기
- 알프마리팀주의 코뮌 목록